# Östra Ösen
Östra Ösen är en sjö i Bollnäs kommun i Hälsingland och ingår i Ljusnans huvudavrinningsområde. Sjön är 10,1 meter djup, har en yta på 0,0883 kvadratkilometer och befinner sig 152,9 meter över havet.

## Delavrinningsområde
Östra Ösen ingår i det delavrinningsområde (679579-152667) som SMHI kallar för Utloppet av Östra Gässlingen. Medelhöjden är 171 meter över havet och ytan är 17,82 kvadratkilometer. Det finns inga avrinningsområden uppströms utan avrinningsområdet är högsta punkten. Herteån som avvattnar avrinningsområdet har biflödesordning 2, vilket innebär att vattnet flödar genom totalt 2 vattendrag innan det når havet efter 54 kilometer. Avrinningsområdet består mestadels av skog (82 procent). Avrinningsområdet har 1,3 kvadratkilometer vattenytor vilket ger det en sjöprocent på 7,3 procent.